# Karl Eibl
Karl Eibl (23 de julho de 1891 - 21 de janeiro de 1943) foi um General da Wehrmacht que combateu na Segunda Guerra Mundial.

## Biografia
Foi um Leutnant no Exército Austríaco em 1914. Com o fim da Primeira Guerra Mundial (1914-18), se tornou Oberleutnant e contimuou a sua carreira no Exército Austráco (infantaria).
Quando foi feita a Anschluss, foi movido para a Wehrmacht. Com o início da Segunda Guerra Mundial, ele comandou um Batalhão de Infantaria com a patente de Oberstleutnant. Em seguida ele subiu rapidamente entre as patentes iniciais: promovido para Oberst em 1 de Fevereiro de 1941, se tornou Generalmajor em 1 de Abril de 1942, Generalleutnant em 19 de Dezembro daquele mesmo ano e General der Infanterie em 1 de Março de 1943 (postumamente).
Durante este período ele comandou o Inf.Rgt. 132 (8 de Junho de 1940), 385ª Divisão de Infantaria (8 de Janeiro de 1942) e após o XXIV Corpo Panzer (20 de Janeiro de 1943, m.d.F.b.).
Ele foi morto em ação na frente Russa em 21 de Janeiro de 1943.

## Condecorações
Foi condecorado com a Cruz de Cavaleiro da Cruz de Ferro (15 de Agosto de 1940), com Folhas de Carvalho (31 de Dezembro de 1941, n° 50) e Espadas (19 de Dezembro de 1942, n°21).